# Mailänder Vereinbarung
Mailänder Vereinbarung ist die Bezeichnung für eine im Jahr 313 zwischen den römischen Kaisern Konstantin I., dem Kaiser des Westens, und Licinius, dem Kaiser des Ostens, getroffene Vereinbarung zur Religionsfreiheit. Sie gewährte „sowohl den Christen als auch überhaupt allen Menschen freie Vollmacht, der Religion anzuhängen, die ein jeder für sich wählt“. Diese Entscheidung stellte nach den Christenverfolgungen im Römischen Reich einen Schritt in der sogenannten konstantinischen Wende dar, also der Entwicklung des Christentums von einer verfolgten Religion zur einem dominierenden gesellschaftlichen und politischen Faktor im Römischen Reich (siehe Christianisierung des Römischen Reiches). Eine geläufige Bezeichnung für diese Vereinbarung ist auch Toleranzedikt von Mailand (bzw. Edikt von Mailand und ähnlich), was aber sachlich falsch ist.

## Beurteilung durch die Forschung
Die Forschung (schon beginnend mit Otto Seeck) hat darauf hingewiesen, dass die recht geläufige Bezeichnung „Edikt“ sachlich falsch ist. Es gab nie ein reichsweites Edikt, sondern nur bestimmte Vereinbarungen bezüglich der Politik der beiden Kaiser, weshalb man heute stattdessen überwiegend den Begriff „Konstitution“, „Protokoll“ oder „Mailänder Vereinbarung“ bzw. „Übereinkunft“ verwendet.
Die Bezeichnung Edikt ist insofern irreführend, da weder beide Kaiser gemeinsam noch Konstantin allein ein Edikt oder allgemeines Gesetz zugunsten des Christentums erlassen haben – und nicht einmal in Mailand (in der Antike Mediolanum) selbst, denn die antiken Quellen belegen, dass Licinius sich dazu in Nikomedia in Kleinasien äußerte (wenngleich ein Treffen in Mailand erwähnt wird). Die Vereinbarung von Mailand bedeutete zudem Freiheit der Glaubensentscheidung für alle Religionen und nicht nur, wie oft fälschlicherweise behauptet wird, die Gleichstellung des Christentums mit der römischen Religion. Zur offiziellen Staatsreligion des Römischen Reichs erklärt wurde der christliche Glaube erst im Jahre 380 unter Kaiser Theodosius I. mit dem Edikt Cunctos populos. Das Christentum wird allerdings bereits in der Mailänder Vereinbarung besonders betont:

„Nachdem wir beide, Kaiser Konstantin und Kaiser Licinius, durch glückliche Fügung bei Mailand zusammenkamen, um zum Wohle aller […] zu regeln […] sowohl den Christen als auch allen Menschen freie Vollmacht zu gewähren […] ihre Religion zu wählen […] damit die himmlische Gottheit uns und allen […] gnädig und gewogen bleiben kann.[…] Wir sind seit langem der Ansicht, dass Freiheit des Glaubens nicht verweigert werden sollte. Vielmehr sollten jedermann seine Gedanken und Wünsche gewährt werden, so dass er in der Lage ist, geistliche Dinge so anzusehen, wie er selbst es will. Darum haben wir befohlen, dass es jedermann erlaubt ist, seinen Glauben zu haben und zu praktizieren, wie er will.“

Die Mailänder Vereinbarung zwischen Konstantin und Licinius ist nicht als Bekehrung eines einzelnen Kaisers zu verstehen, sondern als rechtliche Entwicklung des Status des Christentums als religio licita (erlaubte Religion), der seit dem Toleranzedikt des Galerius vom April 311 galt. Dieses Edikt ist zwar für die Christen nicht sehr schmeichelhaft abgefasst, aber es gewährt ihnen die freie Ausübung ihres Glaubens, solange die öffentliche Ordnung dadurch nicht gestört wird. Während Galerius mit dem Edikt die Christenverfolgungen im Römischen Reich beendete und das Christentum insofern duldete, regelte die Mailänder Vereinbarung darauf aufbauend auch finanzielle Aspekte wie die Entschädigung einzelner Gemeinden für erlittene Schäden durch die tetrarchischen Christenverfolgungen.
Unklar bleibt indes die genauere Motivation der beiden Kaiser Konstantin und Licinius. In der Forschung wird die These vertreten, dass der Anstoß zur reichsweiten Besserstellung des Christentums vor allem von Licinius ausgegangen sei, da ihm die Auseinandersetzung mit dem noch herrschenden Maximinus Daia im Osten des Reiches bevorstand. Der Ostteil des Reiches war ungleich stärker christianisiert als Konstantins westliche Reichshälfte, weshalb sich Licinius durch die Mailänder Vereinbarung einen Vorteil im Konflikt mit Maximinus erhoffte, der seinerseits erklärter Feind des Christentums und engagierter Umsetzer der tetrarchischen Verfolgungen war. Das Toleranzedikt des Galerius war aber vorher sowohl von Konstantin als auch von seinem kaiserlichen Gegner Maxentius akzeptiert worden – daher war die Schlacht an der Milvischen Brücke 312 kein Kampf des Christentums gegen das Heidentum, wie es oft dargestellt wird.
Die Mailänder Vereinbarung wird von einigen Forschern sogar so gedeutet, dass Konstantin eventuell weiterreichende Vereinbarungen treffen wollte, sich aber nicht damit durchsetzen konnte und man sich daher auf den kleinsten gemeinsamen Nenner einigte. Tatsächlich gingen beide Kaiser ein gewisses Risiko ein, denn die Mehrheitsbevölkerung war immer noch pagan („heidnisch“) bzw. nicht christlich. Insofern mussten sie Rücksicht auf die alten Kulte nehmen, so dass die Vereinbarung sich teils wie ein Rechtfertigungstext liest, um die religionspolitische Wende zu legitimieren.